# John Hughes Bennett
John Hughes Bennett (31 de agosto de 1812 - 25 de septiembre de 1875) fue un médico, fisiólogo y patólogo inglés. Su principal contribución a la medicina ha sido la primera descripción de la leucemia como trastorno sanguíneo (1845). La primera persona que describió la leucemia como una enfermedad desconocida fue Alfred François Donné.
Bennett fue el primer médico que describió la aspergilosis. En su artículo fundamental publicado en 1842 y titulado "On the parasitic vegetable structures found growing in living animals" (Sobre las estructuras vegetales parasitarias que crecen en los animales vivos), hace la primera descripción del Aspergillus (un hongo patógeno) que crece en el tejido pulmonar de los seres humanos.

## Biografía
Nacido en Londres, se educó en la Mount Radford School de Exeter, y estando destinado a la profesión médica entró como aprendiz con el señor Sedgwick, un cirujano en Maidstone. En 1833 inició sus estudios en Edimburgo, y en 1837 se graduó con los más altos honores y medalla de oro, con una disertación titulada Fisiología y patología del cerebro.  Durante su último año en Edimburgo fue elegido presidente de la Real Sociedad Médica, la Real Sociedad de Física de Edimburgo y vicepresidente de la Sociedad Anatómica y Fisiológica. 

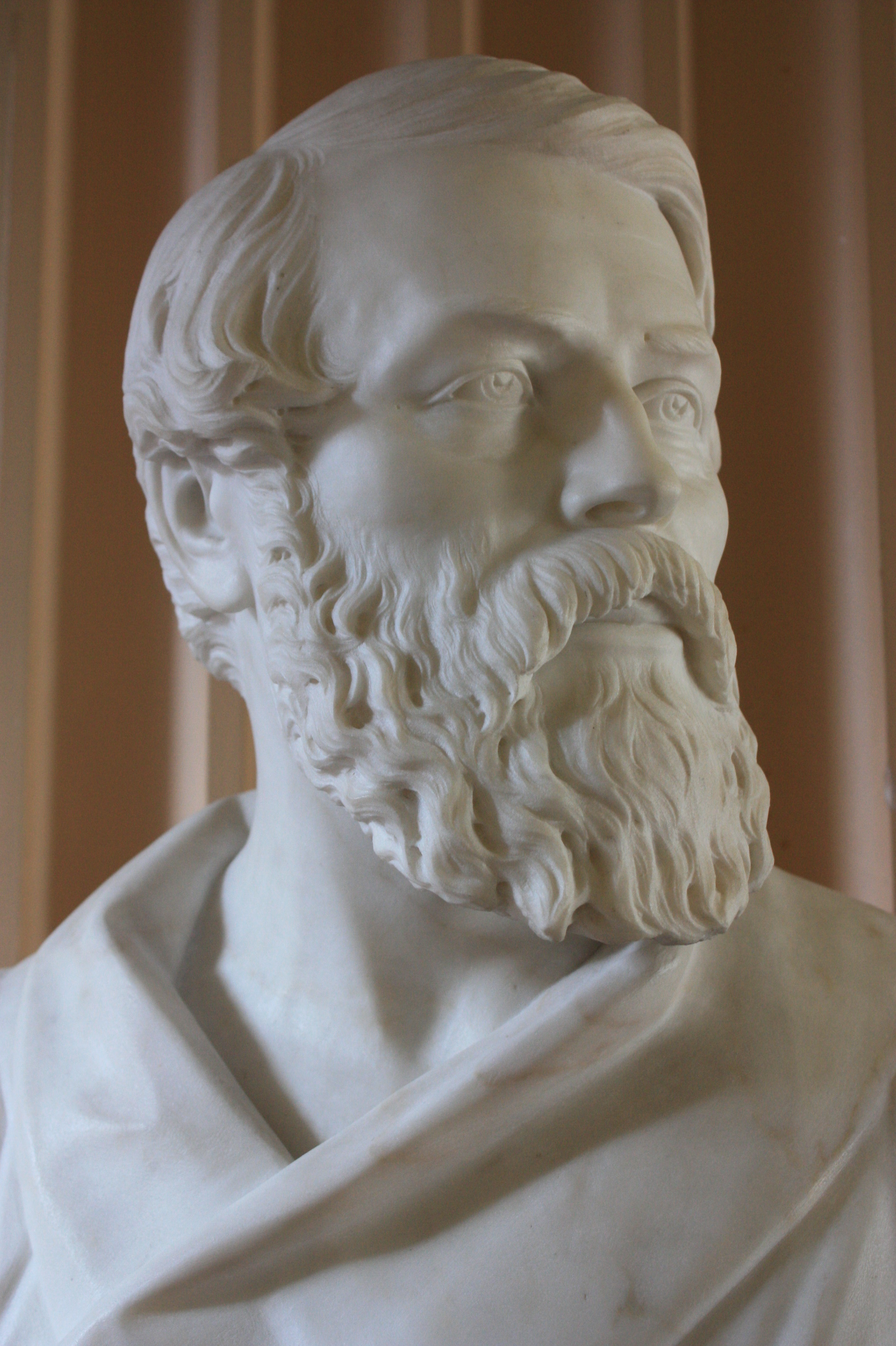
Busto de John Hughes Bennett por William Brodie, 1875, Old College, Universidad de Edimburgo

Durante los dos años siguientes estudió en París (donde fundó la Sociedad Médica de habla inglesa) y luego pasó dos en Alemania (principalmente en Heidelberg y el Hospital Charité de Berlín), antes de regresar a Edimburgo en 1841, donde publicó un Tratado sobre "Aceite de hígado de bacalao como agente terapéutico ".   En el mismo año comenzó a impartir clases como profesor extraacadémico sobre histología, llamando la atención sobre la importancia del microscopio en la investigación de enfermedades; y como médico del Real Dispensario Público de Edimburgo, instituyó cursos de medicina policlínica.  En 1843 fue elegido miembro de la Royal Society de Edimburgo y su proponente fue Sir Robert Christison . Su dirección figuraba entonces como 1 Glenfinlas Street, justo al lado de Charlotte Square .  Ese mismo año fue nombrado profesor de los Institutos de Medicina de Edimburgo y desempeñó las funciones de esa cátedra con gran energía hasta que quedó incapacitado por problemas de salud en 1874. 
En 1844 Bennett fue elegido miembro de la Sociedad Harveian de Edimburgo y fue uno de sus secretarios de 1849 a 1858. Fue su presidente en 1859. 
En 1845, Bennett publicó un artículo titulado Caso de hipertrofia del bazo y el hígado en el que se produjo la muerte por supuración de la sangre, el primer caso registrado de leucemia, entonces conocida como leucocitemia, en el Edinburgh Medical and Surgical Journal .  
En 1849, Bennett fue elegido miembro de la Sociedad Filosófica Estadounidense . 
En 1855 fue uno de los principales oponentes de Thomas Laycock por la cátedra de Edimburgo. En su obituario se refiere a esta contienda como "apasionante". Michalel Barfoot escribió en 1995 que, de hecho, fue extremadamente amargo y se convirtió en una fuente de grandes disensiones en los años posteriores. Barfoot lo describe como "la personalidad con la que sueñan los biógrafos", y cita a John M'Kendrick, biógrafo de Bennett, quien afirma que Bennett "consideró su derrota (ante Laycock) como la gran decepción de su vida, y no cabe duda de que tendió en cierta medida a distorsionar su visión de los hombres y las cosas".En 1873, fue elegido miembro de la Academia Francesa de Medicina y el gobierno francés le concedió el reconocimiento para ejercer la medicina en Francia. En agosto de 1875 pudo estar presente en la reunión de la Asociación Médica Británica en Edimburgo, ocasión en la que recibió el título de LL. D., pero el cansancio que sufrió entonces le provocó una recaída y se vio obligado a someterse a una operación de litotomía. Se hundió rápidamente y murió el 25 de septiembre de 1875 en Norwich . 

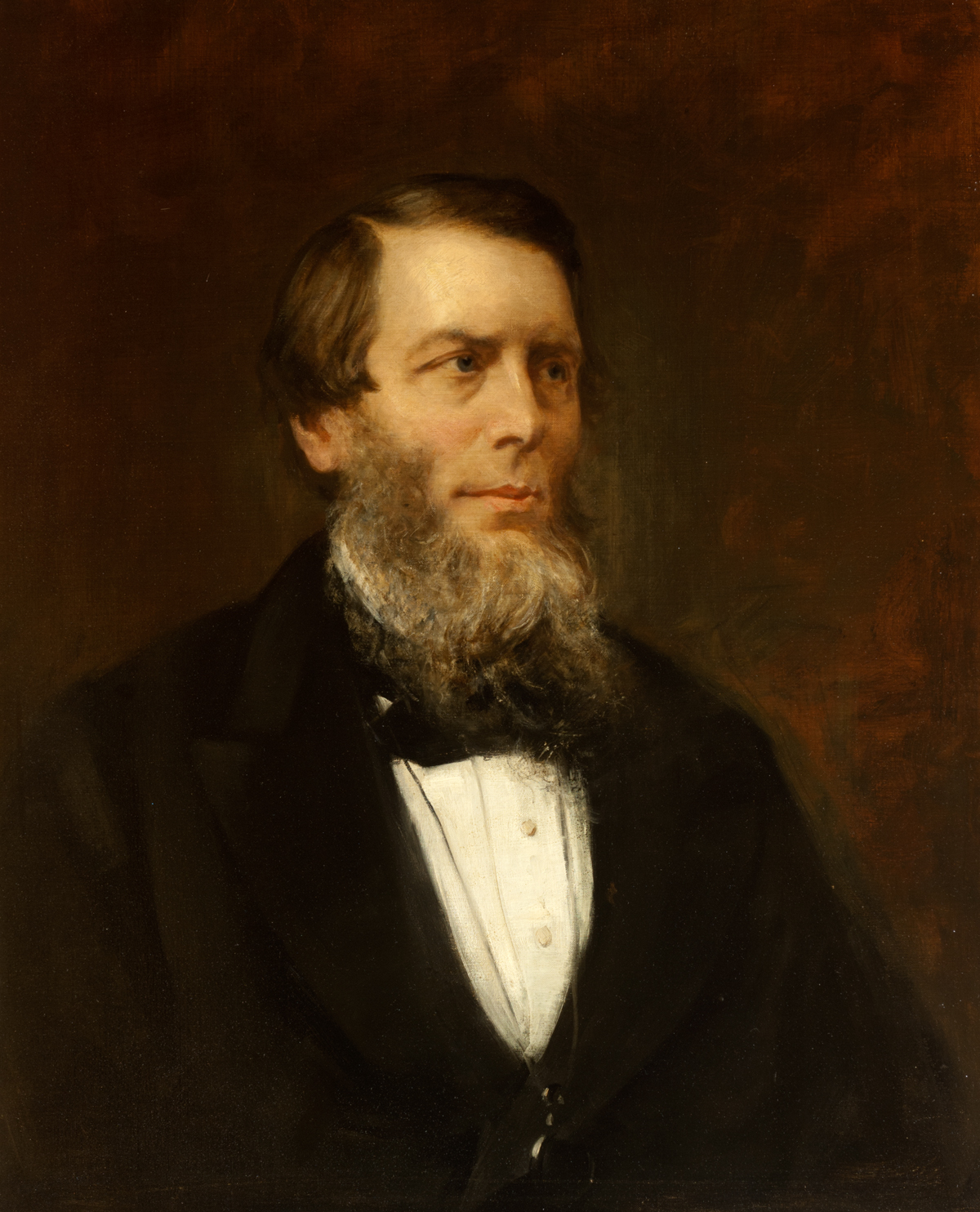
John Hughes Bennett

Bennett murió en Norwich el 25 de septiembre de 1875, nueve días después de una operación de cálculos, realizada por el Sr. Cadge, de la que sus debilitadas fuerzas no le permitieron recuperarse. Fue enterrado en el cementerio de Dean, Edimburgo, el 30 de septiembre al lado de sus amigos Goodsir y Edward Forbes. 

## Obras
Sus publicaciones fueron muy numerosas, incluidas Conferencias sobre medicina clínica (1850-1856), que en la segunda edición y posteriores se denominaron Conferencias clínicas sobre los principios y la práctica de la medicina, y fueron traducidas a varios idiomas, incluidos el ruso y el hindi ; Leucocitemia (1852), cuya primera curación registrada fue publicada por él en 1845; Outlines of Physiology (1858), reimpreso de la octava edición de la Encyclopædia Britannica, Pathology and Treatment of Pulmonary Tuberculosis (1853); Libro de texto de fisiología (1871-1872). 
Debido a que Bennett introdujo clases prácticas en la enseñanza de la fisiología, se le considera el padre de la educación fisiológica en las facultades de medicina. También fue el primero en enseñar sistemáticamente el uso clínico del microscopio y sus aplicaciones en la enseñanza de la patología y la fisiología. Se opuso a las sangrías y ejerció una gran influencia en el cambio de la terapéutica médica hacia un enfoque más científico en la segunda mitad del siglo XIX. Apoyó la admisión de mujeres en las facultades de medicina y abogó por una mejor interacción entre las especialidades médicas.

## Memoriales

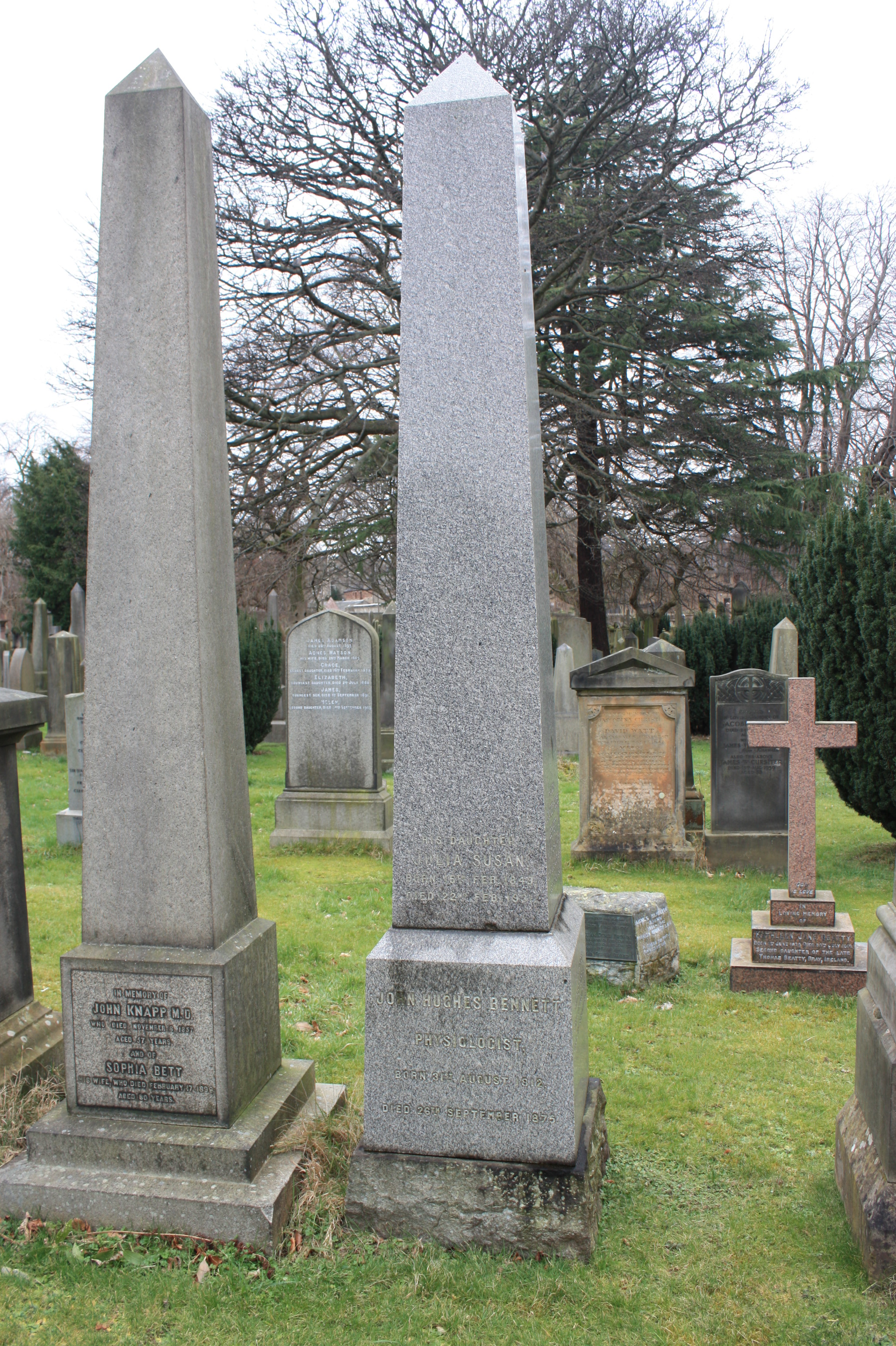
La tumba de John Hughes Bennett (derecha), Dean Cemetery

En 1901, la Universidad de Edimburgo inauguró el Laboratorio de Patología Experimental John Hughes Bennett, en homenaje a "uno de esa galaxia de talento y genio que iluminó Edimburgo a mediados del siglo pasado". En 1998 se abrió un segundo laboratorio con su nombre, en una empresa conjunta entre el Fondo de Investigación de la Leucemia de Gran Bretaña, la Universidad de Edimburgo y el Western General Hospital Trust.

## Familia
El 22 de agosto de 1844, Bennett se casó con Jessie Samuel (1824-1906), sobrina del reverendo Alexander Simpson (más tarde moderador de la Iglesia de Escocia). Tuvieron un hijo, el Dr. Alexander Hughes Bennett (1848-1901)  que se convirtió en neurólogo consultor en Londres y cuatro hijas.  Su hija Harriet Sophia Bennett (1850-1905), se casó con el diputado Robert Cox. 

## Masonería
Rhind era un masón escocés. Fue iniciado en la Logia Canongate Kiltaining, No. 2, el 23 de noviembre de 1836. 

## Otras lecturas
- Bennett, J.H. (1851). The Mesmeric Mania of 1851, With a Physiological Explanation of the Phenomena Produced. Edinburgh: Sutherland and Knox.
- Cage, W. (9 de octubre de 1875). «The Case of the Late Professor Hughes Bennett». British Medical Journal 2 (771): 453-454. PMC 2297688. PMID 20747984. doi:10.1136/bmj.2.771.453.
- «Biography of John Hughes Bennett». Archivado desde el original el 4 de febrero de 2012.
- «Hall of Fame». Aspergillus Website. Archivado desde el original el 1 de septiembre de 2009.